# Liste des orgues de Picardie protégés en tant que monuments historiques
Cet article recense les orgues protégés aux monuments historiques en Picardie, France.

## Liste des orgues monuments historiques dans l'Aisne
| Orgue                                                  | Commune           | Édifice                                               | Référence | Année     | Protection | Illus. |
| ------------------------------------------------------ | ----------------- | ----------------------------------------------------- | --- | --------- | ---------- | ------ |
| Orgue de tribune buffet, partie instrumentale, tribune | Aubenton          | Église Notre-Dame d'Aubenton                          | « PM02001487 », notice no PM02001487 « PM02000054 », notice no PM02000054 « PM02000043 », notice no PM02000043 | 1931 1965 | Classé     |        |
| Orgue de tribune partie instrumentale                  | La Capelle        | Église Sainte-Grimonie de La Capelle                  | « PM02001488 », notice no PM02001488 « PM02000190 », notice no PM02000190                                      | 1982      | Classé     |        |
| Orgue de tribune buffet, tribune                       | Château-Thierry   | Église Saint-Crépin de Château-Thierry                | « PM02001489 », notice no PM02001489 « PM02000220 », notice no PM02000220                                      | 1922      | Classé     |        |
| Orgue de tribune partie instrumentale                  | Chézy-sur-Marne   | Église Saint-Martin de Chézy-sur-Marne                | « PM02001490 », notice no PM02001490 « PM02001491 », notice no PM02001491                                      | 1989      | Inscrit    |        |
| Orgue de tribune partie instrumentale                  | Essômes-sur-Marne | Temple de Monneaux                                    | « PM02001492 », notice no PM02001492 « PM02001443 », notice no PM02001443                                      | 1990      | Classé     |        |
| Orgue de tribune buffet                                | La Ferté-Milon    | Église Notre-Dame de La Ferté-Milon                   | « PM02000471 », notice no PM02000471 « PM02001493 », notice no PM02001493                                      | 1912      | Classé     |        |
| Orgue de tribune buffet, partie instrumentale          | Laon              | Cathédrale Notre-Dame de Laon                         | « PM02000609 », notice no PM02000609 « PM02001494 », notice no PM02001494 « PM02001495 », notice no PM02001495 | 1971      | Classé     |        |
| Orgue de tribune partie instrumentale                  | Laon              | Église Saint-Jean-Baptiste de Laon                    | « PM02001496 », notice no PM02001496 « PM02001497 », notice no PM02001497                                      | 1993      | Inscrit    |        |
| Orgue de tribune partie instrumentale                  | Marle             | Église Notre-Dame de Marle                            | « PM02001498 », notice no PM02001498 « PM02001499 », notice no PM02001499                                      | 1980      | Classé     |        |
| Orgue de tribune buffet                                | Montcornet        | Église Saint-Martin de Montcornet                     | « PM02000802 », notice no PM02000802 « PM02001500 », notice no PM02001500                                      | 1911      | Classé     |        |
| Orgue de tribune buffet, partie instrumentale, tribune | Neuve-Maison      | Église Saint-Lazare de Neuve-Maison                   | « PM02001501 », notice no PM02001501 « PM02001502 », notice no PM02001502 « PM02000857 », notice no PM02000857 | 1932 1980 | Classé     |        |
| Orgue de tribune buffet, partie instrumentale          | Nogent-l'Artaud   | Église Saint-Germain de Nogent-l'Artaud               | « PM02001508 », notice no PM02001508 « PM02001503 », notice no PM02001503 « PM02001509 », notice no PM02001509 | 2006      | Classé     |        |
| Orgue de tribune partie instrumentale                  | Rozoy-sur-Serre   | Église Saint-Laurent de Rozoy-sur-Serre               | « PM02001504 », notice no PM02001504 « PM02001409 », notice no PM02001409                                      | 1989      | Classé     |        |
| Orgue de tribune buffet, partie instrumentale, tribune | Saint-Michel      | Abbaye de Saint-Michel                                | « PM02001505 », notice no PM02001505 « PM02001037 », notice no PM02001037 « PM02001039 », notice no PM02001039 | 1950 1969 | Classé     |        |
| Orgue de tribune buffet                                | Saint-Quentin     | Basilique Saint-Quentin                               | « PM02001083 », notice no PM02001083 « PM02001506 », notice no PM02001506                                      | 1969      | Classé     |        |
| Orgue de chœur orgue                                   | Soissons          | Cathédrale Saint-Gervais-et-Saint-Protais de Soissons | « PM02001511 », notice no PM02001511                                                                           | 1862      | Classé     |        |
| Orgue de tribune orgue                                 | Soissons          | Cathédrale Saint-Gervais-et-Saint-Protais de Soissons | « PM02001510 », notice no PM02001510                                                                           | 1862      | Classé     |        |
| Orgue de tribune buffet                                | Vervins           | Église Notre-Dame de Vervins                          | « PM02001319 », notice no PM02001319 « PM02001507 », notice no PM02001507                                      | 1972      | Classé     |        |

## Liste des orgues monuments historiques dans l'Oise
| Orgue                                                  | Commune                | Édifice                                             | Référence | Année     | Protection | Illus.             |
| ------------------------------------------------------ | ---------------------- | --------------------------------------------------- | --- | --------- | ---------- | ------------------ |
| Orgue de tribune buffet                                | Beauvais               | Cathédrale Saint-Pierre de Beauvais                 | « PM60003482 », notice no PM60003482 « PM60003481 », notice no PM60003481                                      | 1925      | Classé     | instrument détruit |
| Orgue de tribune buffet, partie instrumentale          | Beauvais               | Église Notre-Dame de Marissel                       | « PM60001032 », notice no PM60001032 « PM60003483 », notice no PM60003483 « PM60000269 », notice no PM60000269 | 1912      | Classé     |                    |
| Orgue de tribune buffet, partie instrumentale          | Béthisy-Saint-Pierre   | Église Saint-Pierre de Béthisy-Saint-Pierre         | « PM60003503 », notice no PM60003503 « PM60003484 », notice no PM60003484 « PM60003504 », notice no PM60003504 | 2005      | Classé     |                    |
| Orgue de tribune buffet, partie instrumentale, tribune | Chambly                | Église Notre-Dame de Chambly                        | « PM60003485 », notice no PM60003485 « PM60003486 », notice no PM60003486 « PM60000476 », notice no PM60000476 | 1977 1984 | Classé     |                    |
| Orgue de tribune partie instrumentale                  | Chantilly              | Église Notre-Dame-de-l'Assomption de Chantilly      | « PM60003487 », notice no PM60003487 « PM60000503 », notice no PM60000503                                      | 1980 1984 | Classé     |                    |
| Orgue de tribune partie instrumentale                  | Chaumont-en-Vexin      | Église Saint-Jean-Baptiste de Chaumont-en-Vexin     | « PM60003488 », notice no PM60003488 « PM60000514 », notice no PM60000514                                      | 1982      | Classé     |                    |
| Orgue de tribune buffet                                | Clermont               | Église Saint-Samson de Clermont                     | « PM60003065 », notice no PM60003065 « PM60003489 », notice no PM60003489                                      | 1906      | Classé     |                    |
| Orgue de tribune partie instrumentale                  | Compiègne              | Église Saint-Antoine de Compiègne                   | « PM60003490 », notice no PM60003490 « PM60000577 », notice no PM60000577                                      | 1986      | Classé     |                    |
| Orgue de tribune buffet, partie instrumentale          | Compiègne              | Église Saint-Jacques de Compiègne                   | « PM60003067 », notice no PM60003067 « PM60003491 », notice no PM60003491 « PM60000609 », notice no PM60000609 | 1907      | Classé     |                    |
| Orgue de tribune partie instrumentale                  | Crépy-en-Valois        | Église Saint-Denis de Crépy-en-Valois               | « PM60003492 », notice no PM60003492 « PM60000685 », notice no PM60000685                                      | 1984      | Classé     |                    |
| Orgue à cylindres partie instrumentale                 | Goincourt              | Église Saint-Lubin de Goincourt                     | « PM60003493 », notice no PM60003493 « PM60003494 », notice no PM60003494                                      | 1986      | Inscrit    |                    |
| Orgue à cylindres partie instrumentale                 | Lachelle               | Église de l'Assomption-de-Notre-Dame de Lachelle    | « PM60003495 », notice no PM60003495 « PM60000945 », notice no PM60000945                                      | 1980      | Classé     |                    |
| Orgue à cylindres partie instrumentale                 | Liancourt-Saint-Pierre | Église Notre-Dame de Liancourt-Saint-Pierre         | « PM60003496 », notice no PM60003496 « PM60003497 », notice no PM60003497                                      | 1986      | Inscrit    |                    |
| Orgue de tribune buffet, partie instrumentale          | Pont-Sainte-Maxence    | Église Sainte-Maxence de Pont-Sainte-Maxence        | « PM60003499 », notice no PM60003499 « PM60003498 », notice no PM60003498 « PM60001300 », notice no PM60001300 | 1976 1995 | Classé     |                    |
| Orgue de tribune partie instrumentale                  | Précy-sur-Oise         | Église Saint-Pierre-et-Saint-Paul de Précy-sur-Oise | « PM60003500 », notice no PM60003500 « PM60001306 », notice no PM60001306                                      | 1980      | Classé     |                    |
| Orgue de tribune buffet                                | Senlis                 | Cathédrale Notre-Dame de Senlis                     | « PM60001530 », notice no PM60001530 « PM60003501 », notice no PM60003501                                      | 1840      | Classé     |                    |
| Orgue de tribune partie instrumentale                  | Verberie               | Église Saint-Pierre de Verberie                     | « PM60003502 », notice no PM60003502 « PM60001667 », notice no PM60001667                                      | 1989      | Classé     |                    |

## Liste des orgues monuments historiques dans la Somme
| Orgue                                                  | Commune               | Édifice                                                   | Référence | Année     | Protection | Illus. |
| ------------------------------------------------------ | --------------------- | --------------------------------------------------------- | --- | --------- | ---------- | ------ |
| Orgue buffet                                           | Abbeville             | Église Notre-Dame-de-la-Chapelle d'Abbeville              | « PM80001685 », notice no PM80001685 | 1981      | Inscrit    |        |
| Orgue buffet                                           | Ailly-le-Haut-Clocher | Église Notre-Dame-de-l'Assomption d'Ailly-le-Haut-Clocher | « PM80001786 », notice no PM80001786 | 1980      | Inscrit    |        |
| Orgue de tribune partie instrumentale                  | Allery                | Église de la Trinité d'Allery                             | « PM80001670 », notice no PM80001670 « PM80000111 », notice no PM80000111                                                                           | 1989      | Classé     |        |
| Orgue de tribune buffet, tribune                       | Amiens                | Cathédrale Notre-Dame d'Amiens                            | « PM80001671 », notice no PM80001671 « PM80000123 », notice no PM80000123                                                                           | 1907      | Classé     |        |
| Orgue de tribune buffet, partie instrumentale          | Amiens                | Église Saint-Leu d'Amiens                                 | « PM80001675 », notice no PM80001675 « PM80001672 », notice no PM80001672 « PM80001673 », notice no PM80001673 « PM80001674 », notice no PM80001674 | 1987      | Inscrit    |        |
| Orgue de tribune buffet, partie instrumentale, tribune | Argoules              | Abbaye de Valloires                                       | « PM80001676 », notice no PM80001676 « PM80000246 », notice no PM80000246 « PM80000226 », notice no PM80000226                                      | 1907 1987 | Classé     |        |
| Orgue de tribune orgue                                 | Crécy-en-Ponthieu     | Église Saint-Séverin de Crécy-en-Ponthieu                 | « PM80001677 », notice no PM80001677 | 2005      | Classé     |        |
| Orgue de tribune partie instrumentale                  | L'Étoile              | Église Saint-Jacques de L'Étoile                          | « PM80001678 », notice no PM80001678 « PM80001495 », notice no PM80001495                                                                           | 1991      | Classé     |        |
| Orgue de tribune buffet                                | Le Hamel              | Église Notre-Dame-de-l'Assomption du Hamel                | « PM80000729 », notice no PM80000729 « PM80001679 », notice no PM80001679                                                                           | 1907      | Classé     |        |
| Orgue de tribune buffet                                | Hombleux              | Église Saint-Médard d'Hombleux                            | « PM80001487 », notice no PM80001487 « PM80001680 », notice no PM80001680                                                                           | 1899      | Classé     |        |
| Orgue de tribune buffet, partie instrumentale          | Long                  | Église Saint-Jean-Baptiste de Long                        | « PM80000842 », notice no PM80000842 « PM80001681 », notice no PM80001681 « PM80000838 », notice no PM80000838                                      | 1982      | Classé     |        |
| Orgue de tribune buffet, partie instrumentale          | Saint-Riquier         | Abbatiale de Saint-Riquier                                | « PM80001266 », notice no PM80001266 « PM80001682 », notice no PM80001682 « PM80001245 », notice no PM80001245                                      | 1949 1981 | Classé     |        |